# Нормализация звука
Нормализация звука — процесс выравнивания частотных характеристик (АЧХ) при студийной[уточнить] звукозаписи на магнитный носитель. Коррекция необходима, поскольку процесс намагничивания покрытия плёнки происходит неравномерно применительно к спектру аудиочастот. Если не проводить коррекцию, даже первое воспроизведение записи будет звучать непохоже на оригинал.
В цифровой звукозаписи под нормализацией звука понимается процесс выравнивания громкости звукового сигнала относительно какого-либо эталона, например громкости другого звукового сигнала.

## В магнитной звукозаписи
Аналоговая запись путём намагничивания ленты производится не с ровной АЧХ, а с искривлённой по определённому закону. Для уменьшения искажений и получения оптимального динамического диапазона уровень высоких частот при записи уменьшают с ростом частоты (по определённой стандартизированной кривой), а уровень воспроизведения, наоборот, увеличивают с ростом частоты (по обратной кривой). В итоге сочетание двух кривых (записи и воспроизведения) даёт ровную частотную характеристику. 
Существует несколько стандартов эквализации. Самые распространённые это европейский IEC и американский NAB (от National Association of Broadcasters) (также существуют ещё редкие стандарты AES, CCIR и DIN), которые, в общем, между собой не совместимы, из-за различий в частотных коррекциях. 
Для корректного воспроизведения лент с разными стандартами эквализации на некоторых бытовых и почти на всех профессиональных магнитофонах есть переключатели между этими стандартами.

## Способы нормализации уровня

### Пиковая нормализация
Это способ нормализации, при котором уровень звукового сигнала поднимается до максимально возможного значения для цифрового звука без появления искажений. В данном случае ориентиром служит уровень его самого высокого пика. 
Этот способ позволяет полностью исключить клиппинг, однако, если в звуковом файле есть хотя бы один пик, сильно выделяющийся из общей сигналограммы звукового сигнала, то нормализация по его уровню может привести к тому, что звуковой сигнал останется достаточно тихим, хоть и звук, на который ориентировались при нормализации будет вполне громким. Величина звука при данном способе обычно измеряется в процентах.

### RMS нормализация
Нормализация по среднеквадратичному значению уровня звука в файле. Полная противоположность пиковой нормализации. При данном способе величина звука измеряется в децибелах. Для человеческого уха этот способ подходит больше всего, однако при больших значениях громкости возможен клиппинг. Чтобы от него полностью избавиться, специалисты рекомендуют нормализовывать звук до значения в 89 децибелов, определённого опытным путём, однако для некоторых современных слушателей оно может показаться слишком тихим. Также следует учитывать, что если звуковые файлы имеют различный динамический диапазон, то на слух они могут звучать не одинаково громко даже с одинаковыми значениями RMS.